# Râul Chirileni
Râul Chirileni este un afluent al râului Șaru. 